# Musée d'Ennigaldi-Nanna

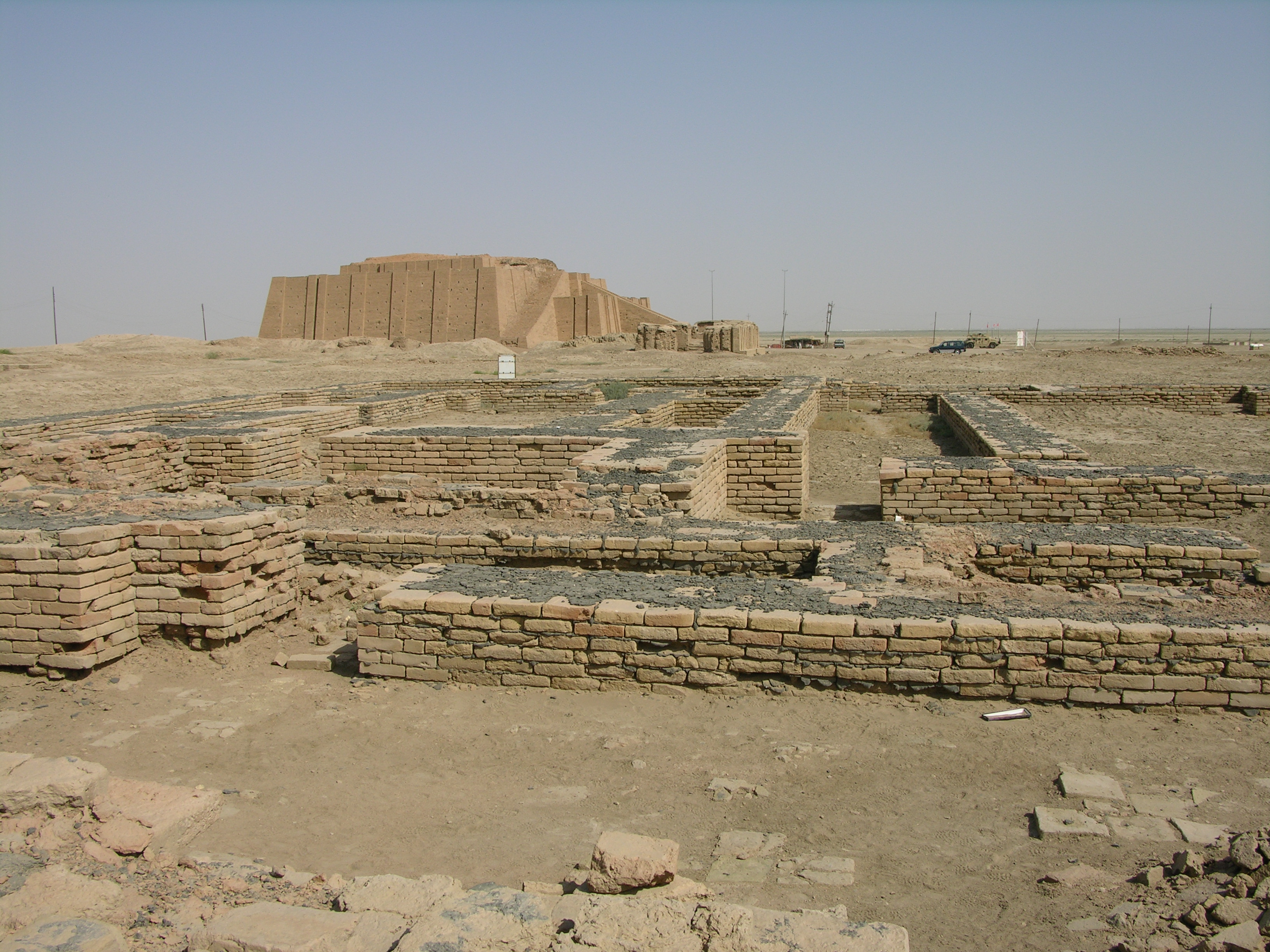
Vestiges de la ville de Ur

Le musée d'Ennigaldi-Nanna est considéré comme le musée le plus ancien connu. Datant d'environ 530 av. J.-C. et situé à Ur (actuelle Irak) en Mésopotamie, il était géré par la princesse Ennigaldi-Nanna, la fille de Nabonide, le dernier roi de l'empire néo-babylonien.
C'est la disposition alignée d'objets différents et de différentes époques trouvée pendant les fouilles qui indique qu'il s'agirait d'un musée.